# Johann Friedrich Wilhelm Herbst

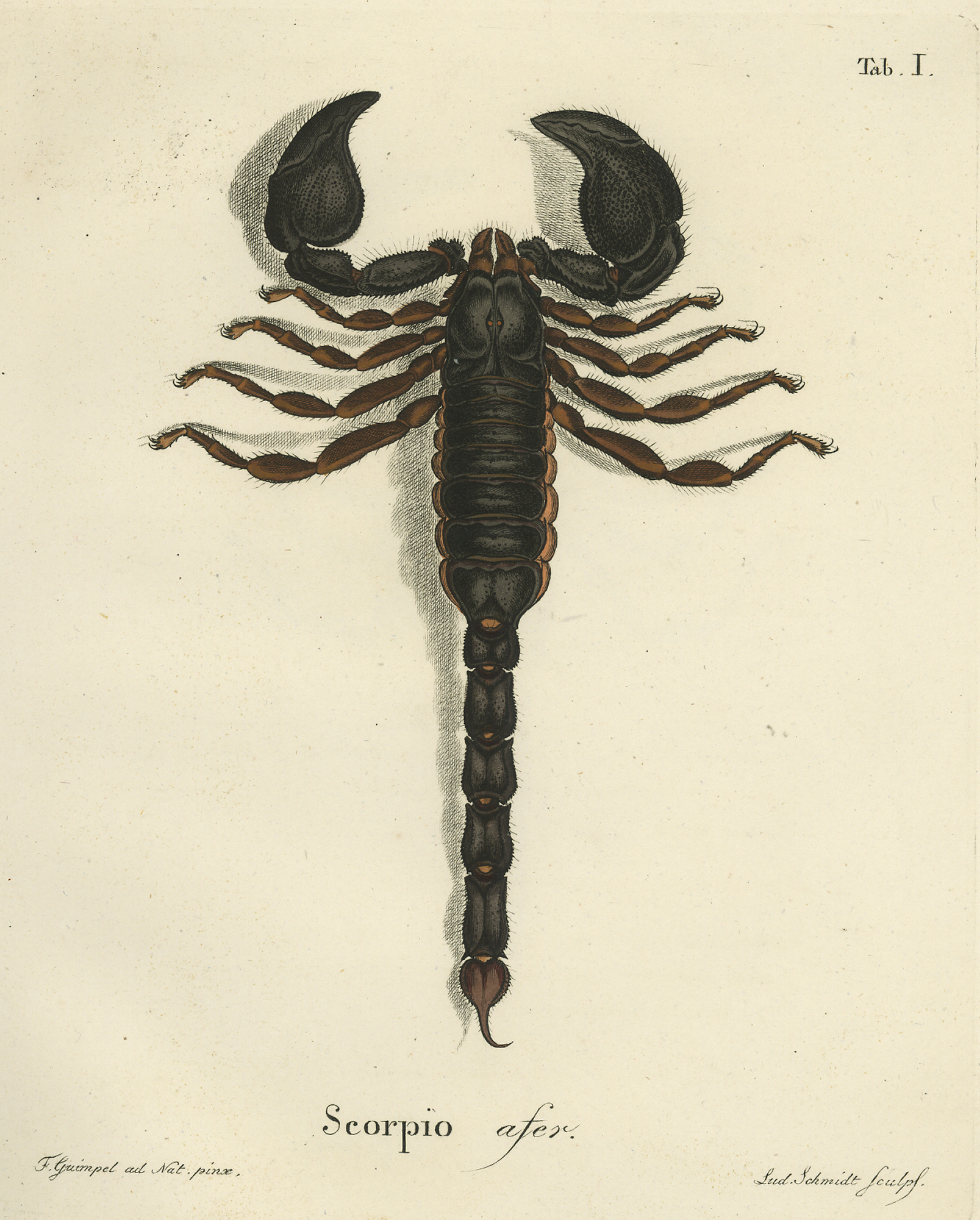
Tablica 1 – skorpion z Natursystem der Ungeflügelten Insekten (1797–1800)

Johann Friedrich Wilhelm Herbst (ur. 1 listopada 1743 w Petershagen, zm. 5 listopada 1807 w Berlinie) – niemiecki naturalista, entomolog,  karcynolog, duchowny ewangelicki.

## Życiorys
Johann Friedrich Wilhelm Herbst urodził się 1 listopada 1743 roku w Petershagen . 
Po ukończeniu studiów teologicznych na uniwersytecie w Halle pracował jako guwernant . W 1769 roku został pastorem polowym w pułku piechoty, a kilka lat później pastorem korpusu kadetów w Berlinie . W 1782 roku został 3. a w 1798 roku 2. diakonem w Kościele Mariackim w Berlinie . Od 1805 roku aż do śmierci pełnił funkcję archidiakona .  
Jednocześnie prowadził badania przyrody – zajmował się zoologią, a w szczególności entomologią . 
Był wraz z Carlem Gustavem Jablonskym (1756–1787) redaktorem pracy Naturgeschichte der in- und ausländischen Insecten (1785–1806, 10 tomów) , która była jedną z pierwszych prób kompletnego przeglądu rzędu Coleoptera.
Herbst zmarł 5 listopada 1807 roku w Berlinie .

## Publikacje
Publikacje podane za Neue Deutsche Biographie : 
- 1782-85 i 1799–1804 – Versuch einer Naturgeschichte der Krabben und Krebse
- 1784-87 – Kurze Einleitung zur Kenntniß der Insecten
- 1787-89 – Kurze Einleitung zur Kenntniß der Gewürme
- 1788-1804 – Natursystem aller bekannten in- und ausländischen Insecten
- 1789-1806 – Natursystem der Käfer
- 1797–1800 – Natursystem der ungeflügelten Insecten